# Paraolinx flaviceps
Paraolinx flaviceps är en stekelart som först beskrevs av William Harris Ashmead 1904.  Paraolinx flaviceps ingår i släktet Paraolinx och familjen finglanssteklar. Inga underarter finns listade i Catalogue of Life.